# Мурадян, Нина Олеговна
Ни́на Оле́говна Мурадя́н (арм. Նինա Մուրադյան; род. 17 августа 1954, Ереван, Армянская ССР) — советская и немецкая волейболистка, игрок женских сборных СССР (1976—1978) и ФРГ (1989). Серебряный призёр Олимпийских игр 1976, чемпионка Европы 1977, двукратная чемпионка СССР. Связующая. Мастер спорта СССР международного класса (1971).

## Биография
Нина Мурадян начинала свою спортивную карьеру в ереванском клубе «Буревестник», а в 1974—1982 выступала за московское «Динамо». В его составе:
- двукратная чемпионка СССР — 1975, 1977;
  - серебряный (1981) и двукратный бронзовый (1978, 1979) призёр чемпионатов СССР;
- двукратный победитель розыгрышей Кубка европейских чемпионов — 1975, 1977.

Бронзовый призёр чемпионата СССР 1976 в составе сборной ДСО «Динамо».
С 1976 по 1978 годы выступала за сборную СССР. В её составе:
- серебряный призёр Олимпийских игр 1976;
- бронзовый призёр чемпионата мира 1978;
- чемпионка Европы 1977.

В 1982 году получила серьёзную травму колена, из-за которой не могла играть на протяжении 5 лет. В 1987 году вышла замуж и переехала в ФРГ, где возобновила спортивную карьеру. В 1987 выступала за команду «Тюрк Гюджю» (Мюнхен), а в 1987—1990 — за «Байерн-Лоххоф» (Унтершлайсхайм), в составе которого стала чемпионкой ФРГ 1988.
В 1988 сменила волейбольное гражданство и выступала за сборную ФРГ на чемпионате Европы 1989 под фамилией Завацки (Sawatzki).
В 1990 году перешла на тренерскую работу. В 1990—2003 тренировала женскую юниорскую сборную Германии, а в 2003—2007 — мужскую юниорскую сборную этой страны. С 2007 года тренировала мужскую юниорскую сборную Австрии. В настоящее время работает с молодыми волейболистами в австрийском клубе «Хот Воллейс» (Вена).